# Arlecchino

Arlecchino, oder Die Fenster (Arlequin ou les Fenêtres), op. 50, (BV 270 (en)), est un « caprice théâtral, » en un acte, avec dialogue parlé, que Ferruccio Busoni composa sur un livret allemand (avec un peu d'italien) écrit par lui en 1913. Il compléta la musique de l'opéra pendant son séjour à Zurich en 1916. C'est un opéra composé dans le style néo-classique qui comprend des allusions cocasses aux conventions et aux situations d'opéra typiques de la fin du XVIIIe siècle et du début du XIXe. Il comprend même une parodie de duel.

## Chronologie des représentations

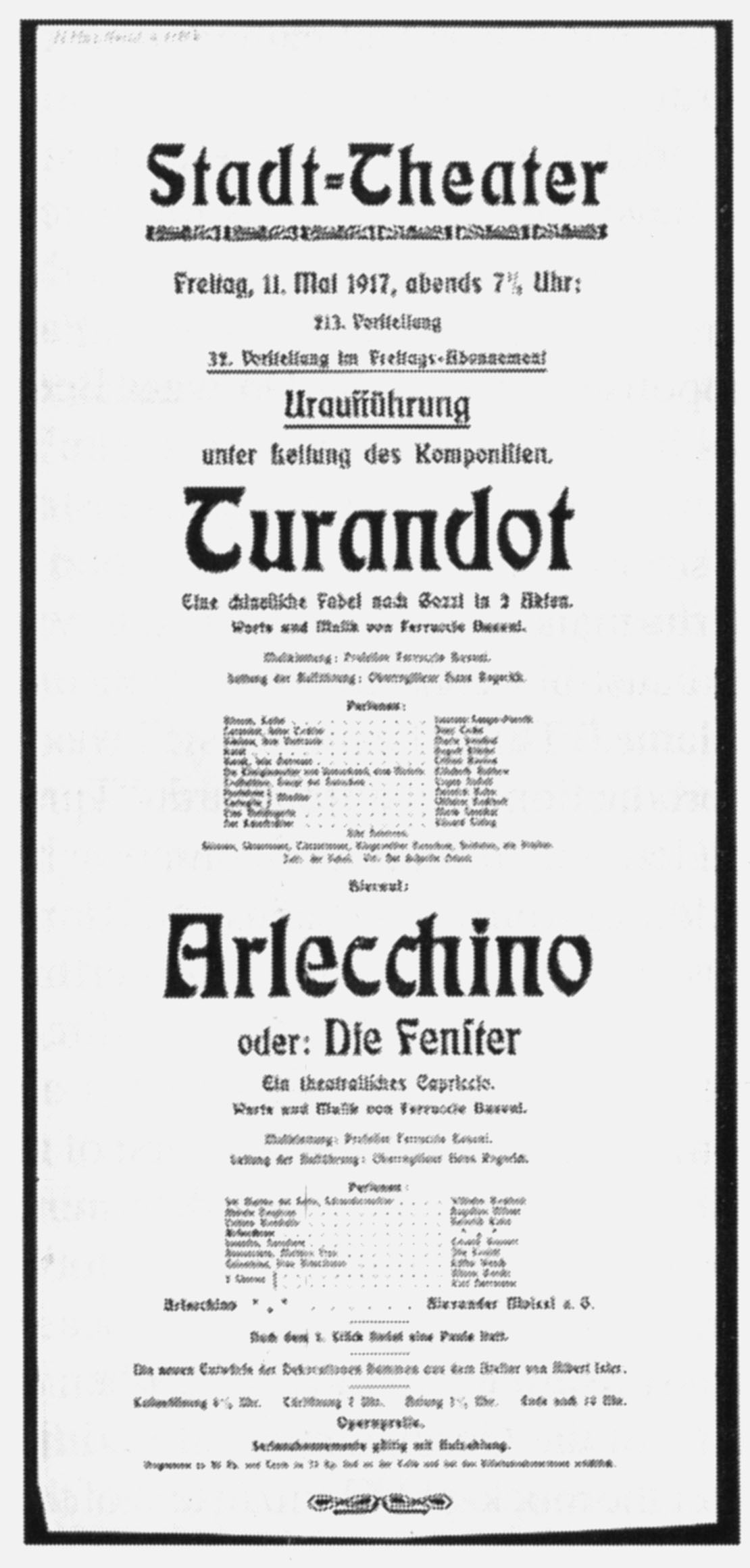
Poster pour la première de Turandot et Arlecchino le 11 mai 1917.

La première eut lieu le 11 mai 1917 au Stadttheater de Zurich. L'opéra Turandot de Busoni, en deux actes, était aussi inscrit au programme de la soirée. La première d'Arlecchino au Royaume-Uni eut lieu en 1954 à Glyndebourne.

## Contexte
L'opéra est en quatre mouvements, qui donnent chacun une interprétation différente d'Arlequin, :
I. ARLECCHINO als Schalk (Arlequin en farceur), allegro molto ;
II. ARLECCHINO als Kriegsmann (Arlequin en guerrier), allegro assai, ma marziale ;
III. ARLECCHINO als Ehemann (Arlequin en mari), tempo di minuetto sostenuto ;
IV. ARLECCHINO als Sieger (Arlequin en vainqueur), allegretto sostenuto.
Les rôles sont inspirés de la commedia dell'arte. L'opéra est insolite, car le rôle-titre est surtout parlé. Le compositeur a dit qu'Arlecchino « tend à l'ambiguïté et à l'hyperbole afin de placer momentanément l'auditeur dans un léger doute. » Ronald Stevenson a qualifié l'œuvre d'« anti-opéra » et de « satire contre la guerre ».
Guido Gatti (en) a dit que l'œuvre elle-même illustrait les idées particulières de Busoni, qui voyait dans l'opéra une œuvre qui ne dépeignait pas des « événements réalistes » et qui ne devait pas recourir à la musique de façon continue, mais seulement lorsque les mots ne suffisaient pas à communiquer les idées du texte. Larry Sitsky (en) considère la musique d'Arlecchino comme « étroitement intégrée » et « fondée en grande partie sur la « file » [de tons] qu'on entend dans la fanfare au début de l'opéra ». Henry Cowell a dit que cette composition était « le seul opéra à révéler une connaissance du style initial de Schoenberg avant Wozzeck ».
Comme Arlecchino était trop court pour remplir une soirée, Busoni composa son opéra en deux actes Turandot comme œuvre d'accompagnement.

## Personnages et distribution à la première

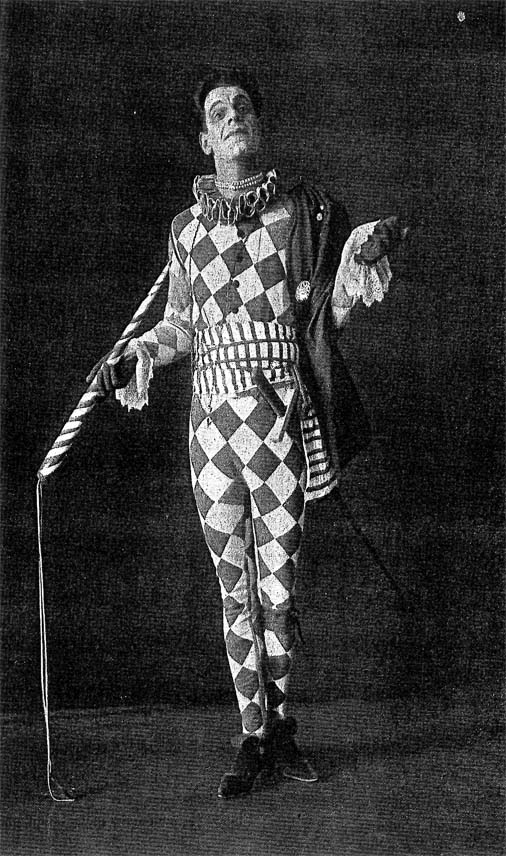
Alexander Moissi en Arlequin

| Rôles                                            | Voix          | Distribution à la première du 11 mai 1917 (Chef d'orchestre : Ferruccio Busoni) |
| ------------------------------------------------ | ------------- | ------------------------------------------------------------------------------- |
| Ser Matteo del Sarto, maître tailleur            | baryton       | Wilhelm Bockholt                                                                |
| Abbate Cospicuo                                  | baryton       | Augustus Milner                                                                 |
| Docteur Bombasto                                 | basse         | Henrich Kuhn                                                                    |
| Arlecchino (Arlequin)                            | rôle parlé    | Alexander Moissi                                                                |
| Leandro, cavalier                                | ténor         | Eduard Grunert                                                                  |
| Annunziata, épouse de Matteo                     | rôle muet     | Ilse Ewaldt                                                                     |
| Colombina (Colombine), épouse d'Arlecchino       | mezzo-soprano | Käthe Wenck                                                                     |
| Deux agents de police                            | rôles muets   | Alfons Gorski, Karl Hermann                                                     |
| Rôles muets : charretier, gens à la fenêtre, âne |               |                                                                                 |

## Instrumentation
Orchestre : 2 flûtes (toutes deux doublant le piccolo), 2 hautbois (le second doublant le cor anglais), 2 clarinettes (la seconde doublant la clarinette basse en do), 2 bassons (le second doublant le contrebasson), 3 cors, 2 trompettes, 3 trombones, percussion (timbales, glockenspiel, triangle, tambourin, tambour militaire, grosse caisse, cymbales, tam-tam, célesta), cordes (8 violons I, 8 violons II, 6 altos, 6 violoncelles, 6 contrebasses). Musique sur scène : 2 trompettes, timbales,.

## Résumé
L'opéra en un acte se compose d'un prologue et de quatre mouvements. L'action se déroule à Bergame, en Italie, au XVIIIe siècle.

### Prologue
Arlequin paraît masqué dans un costume bigarré devant le rideau au son d'une fanfare et fait un bref discours sur l'action qui va suivre.
Au lever du rideau, on voit une rue sinueuse et montueuse de la haute ville. C'est juste avant le soir. La porte de la maison de Matteo se trouve à l'avant, côté jardin ; l'entrée et l'enseigne d'un pub à vin se trouvent au fond, côté cour.

### Premier mouvement: Arlequin en farceur
1. Introduction, scène et ariette. Ser Matteo, le tailleur, assis devant sa maisons, coud et lit en silence. Il s'anime et commence à lire à haute voix en italien l'histoire de l'amour interdit de Paolo Malatesta et de Francesca da Rimini dans le chant V de l'Enfer de Dante. Ironie du sort, Arlequin est en train de faire l'amour à la belle et jeune épouse de Matteo, Annunziata, à l'étage. Matteo pense à Don Juan en songeant à la condamnation postérieure des amants à l'enfer, et l'orchestre cite doucement l'« air du champagne » du Don Giovanni de Mozart. Après avoir fini avec Annunziata, Arlequin saute par la fenêtre, atterrit devant Matteo et récite le vers suivant de Dante : Quel giorno più non vi leggemmo avanti (Nous en cessâmes la lecture ce jour-là). Il raconte vite au tailleur déconcerté que la guerre a éclaté et que les barbares sont aux portes de la ville. Arlequin chipe la clef de la maison à Matteo, le pousse à l'intérieur et ferme la porte à clef. Peu après son départ, on l'entend chanter un « la-la-le-ra ! » prolongé et provoquant dans les coulisses.
2. Duo. L'abbé et le docteur arrivent devant la maison. Ils sont en grande conversation sur des questions « professionnelles ». L'orchestre accompagne une série de déclarations scandaleuses avec une série de variations sur un thème mozartien agréable. Remarquant qu'ils sont devant la maison de la belle Annunziata, qui est toutefois fermée à clef, l'abbé Conspicuo appelle Matteo à plusieurs reprises, mais n'obtient aucune réponse. Ce dernier finit par entrouvrir la fenêtre avec prudence pour s'assurer de l'identité des visiteurs.
3. Trio. Rassuré, Matteo leur communique la mauvaise nouvelle de la guerre et de l'arrivée imminente des barbares. La panique s'ensuit. L'abbé récite les noms de ses dix filles, craignant le sort qui les attend. Das gibt zu denken (cela donne à penser), dit le docteur. Après un moment de réflexion, le docteur et l'abbé lui offrent d'en informer le maire. Ils partent faire la commission, mais se retrouvent bientôt dans l'auberge voisine pour méditer sur un verre de chianti.

### Deuxième mouvement: Arlequin en guerrier
4. Marche et scène. En compagnie de deux agents de police, Arlequin revient dans un costume militaire et informe Matteo que ce dernier est mobilisé et a trois minutes pour régler ses affaires. Arlequin a fait faire une copie de la clé et il rend alors l'original subrepticement. Le tailleur sidéré paraît dans un uniforme improvisé ridicule, demande et obtient la permission d'emporter avec lui son cher Dante et part, triste, en compagnie des deux agents de police. [Ce passage évoque un triste événement de l'histoire italienne. En 1499, les Français capturèrent Milan et emprisonnèrent le chef de la ville, Ludovic Sforza, qui fut autorisé à emporter un seul livre, La Divine Comédie de Dante].

### Troisième mouvement: Arlequin en mari
5a. Scène et aria. À la consternation d'Arlequin, sa femme, Colombine, paraît au moment même où il essaie d'utiliser sa nouvelle clé pour ouvrir la maison de Matteo. Ne le reconnaissant pas au début, elle demande au présumé capitaine de la protéger, épouse abandonnée. Comme il se retourne pour lui faire face, elle se rend compte que le capitaine est Arlequin et commence à lui reprocher son infidélité, ne s'arrêtant que pour se poudrer le visage. En réponse, Arlequin lui expose brièvement son opinion sur le mariage et la fidélité : Die Treue, Madame, ist ein Laster, das meiner Ehrsamkeit nicht ansteht.(La fidélité, Madame, est un vice qui ne convient pas à ma respectabilité.)
5b. Ariette. Changeant d'attitude, Colombine décrit combien les autres femmes l'envient parce qu'elle est son épouse, puis chante ses propres qualités d'épouse : elle peut danser, chanter et jouer du tambourin. Comme elle se blottit contre lui, Arlequin, non pris par son stratagème, lui dit : O Colombina, siehst du jenen Stern? (Ô Colombine, tu vois cette étoile?). Comme elle regarde le ciel, il en profite pour s'échapper.
6. Scène pour deux, puis trois personnages. On entend le cavalier Leandro chanter une romance : Mit dem Schwerte, mit der Laute, zieht des Wegs der Trovador (Avec l'épée, avec le luth, le troubadour prend la route). Il paraît bientôt avec son luth et son épée, coiffé d'un chapeau à plume. Ni mince ni jeune, c'est le ténor type de l'opéra italien. Colombine reprend son rôle de femme abandonnée, et Leandro entame un air de vengeance italien classique, Contro l'empio traditore la vendetta compierò (Contre le traître impie j'accomplirait une vengeance). À la fin de l'air, il se retourne et s'incline, souriant, devant l'auditoire.
Colombine est toutefois sceptique et se fait passer pour Elsa de Brabant (Könnt' ich jemals einem Manne noch trauen! – Pourrai-je jamais faire encore confiance à un homme ?), et Leandro joue le rôle de Lohengrin. L'orchestre les accompagne d'une parodie de la musique wagnérienne : trémolos des cordes, accords denses des bois et rythmes de fanfare inutiles. Elle est suivie d'une parodie du bel canto, Venus sieht auf uns hernieder (Vénus nous regarde), avec portamento et strette. Selon Beaumont, la strette trouve son « prototype chez Cimarosa, Mozart ou Rossini, mais son langage harmonique, avec ses brusques changements de clef et son chromatisme symétrique, est du pur Busoni ».
Revêtu à nouveau de son costume bigarré, Arlequin surveillait Colombine et Leandro avec sa lorgnette. Il s'avance alors, félicite Colombine de le prendre comme modèle et la conduit à l'auberge. De retour près de Leandro, il le provoque en duel, l'abat et disparaît dans la maison de Matteo.

### Quatrième mouvement: Arlequin en vainqueur
7. Scène, quatuor et mélodrame. Colombine, l'abbé et le docteur sortent de l'auberge. Les deux hommes trébuchent et tombent sur Leandro, qui gît sur la route. Le docteur le déclare mort. Colombine hurle et se jette sur Leandro, mais ne tarde pas à se rendre compte qu'il est vivant. Le docteur conteste son diagnostic, mais l'abbé déclare une résurrection. Nombre de visages étaient apparus aux fenêtres des maisons voisines après toute cette agitation, mais quand l'abbé appelle à l'aide, ils disparaissent et les fenêtres se ferment. Un charretier et sa charrette tirée par un âne paraissent au coin, aussi Leandro est-il mis sur la charrette. Comme l'abbé appelle ses compagnons à la prière, Leandro reprend vie et participe à un quatuor parodique qui évoque celui de Rigoletto.
Finalement, lorsque le petit groupe triste quitte la scène pour se rendre à l'hôpital, Arlequin paraît à la mansarde de la maison de Matteo et leur dit adieu. Grimpant sur le toit, il déclare, fou de joie :
| Nun glüht mein Stern! Die Welt ist offen! Die Erde ist jung! Die Liebe is frei! Ihr Halekins! |  | Maintenant brille mon étoile ! Le monde est ouvert ! La terre est jeune ! L'amour est libre ! Votre Arlequin ! |

Il se laisse glisser le long de la gouttière, ouvre la porte, embrasse Annunziata, et les deux quittent la scène.
8. Monologue. Matteo revient et entre chez lui. Il paraît à une fenêtre, une lampe dans une main et une note d'Annunziata dans l'autre. Il la lit à haute voix. Annunziata y prétend qu'elle est allée aux vêpres et qu'elle va bientôt revenir. Matteo sort de chez lui avec la lampe et son Dante et se remet à coudre à son poste de travail en attendant le retour de son épouse. Un rideau à la guillotine tombe lentement, et deux trompettistes en uniforme de théâtre traditionnel prennent position côté cour et côté jardin.
9. Procession et danse (finale). Se suivant en procession, les autres personnages (Leandro et Colombine, le docteur et l'abbé, l'âne et le voiturier, les deux agents de police et, finalement, Arlequin et Annunziata) traversent la scène pour venir saluer le public. Arlequin enlève son masque et explique à l'auditoire la nouvelle formation des couples, qui durera « jusqu'à ce qu'arrive du nouveau ? » Annunziata et lui se mêlent à la danse en quittant la scène. Le rideau monte pour laisser voir Matteo qui lit et attend encore.

## Enregistrements
BusoniArlecchino et Turandot - Opéra national de Lyon
- Chef d'orchestre : Kent Nagano
- Interprètes principaux : Ernst Theo Richter (Arlequin), Suzanne Mentzer (Colombine), Thomas Mohr (Ser Matteo del Sarto), Wolfgang Holzmair (abbé Cospicuo), Philippe Huttenlocher (docteur Bombasto), Stefan Dahlberg (Leandro)
- Label : Virgin Classics VCD7 59313-2 (2 disques compacts)

BusoniArlecchino - Deutsches Symphonie-Orchester Berlin
- Chef d'orchestre : Gerd Albrecht
- Interprètes principaux : Peter Matič (Arlequin, partie parlée) et Robert Wörle (Arlequin, partie chantée), René Pape (Ser Matteo del Sarto), Siegfried Lorenz (abbé Cospicuo), Peter Lika (docteur Bombasto), Robert Wörle (Leandro), Marcia Bellamy (Colombine, partie chantée) et Katharina Koschny (Colombine, partie parlée)
- Label : Capriccio 60 038-1 (1 disque compact)

## Partition téléchargeable
- « 'Arlecchino' » (partition libre de droits), sur l'IMSLP.